# Comuna Mihăileni, Botoșani
Mihăileni este o comună în județul Botoșani, la limita între regiunile istorice Moldova și Bucovina, România, formată din satele Mihăileni (reședința), Pârâu Negru și Rogojești. Comuna Mihăileni se află în partea de Nord-Vest a județului Botoșani, la granița cu Ucraina, într-o regiune deluroasă, pe malul stâng al râului Molnița și pe malul râului Siret.

## Istoric
Târgul Mihăileni a luat ființă în anul 1792 ca urmare a deschiderii unui punct de vamă între Moldova și Bucovina.
La recensământul din 1860, Mihăilenii erau oficial a 22-a localitate urbană a Moldovei, după numărul populației (3653 locuitori).
Satul Rogojești și fostul sat Sinăuții de Jos (azi parte a satului Mihăileni) au făcut parte din Ducatul Bucovinei.

## Atracții turistice
- Casa „George Enescu” din Mihăileni
  - În localitate mai există școala veche construită în 1850 și Biserica Sfântul Nicolae din Mihăileni, ctitorită în 1839-1842.

## Demografie
Componența etnică a comunei Mihăileni
     Români (87,37%)
     Ucraineni (2,7%)
     Romi (2,27%)
     Alte etnii (0,24%)
     Necunoscută (7,42%)
Componența confesională a comunei Mihăileni
     Ortodocși (82,55%)
     Penticostali (8,34%)
     Alte religii (1,59%)
     Necunoscută (7,52%)
Conform recensământului efectuat în 2021, populația comunei Mihăileni se ridică la 2.075 de locuitori, în scădere față de recensământul anterior din 2011, când fuseseră înregistrați 2.326 de locuitori. Majoritatea locuitorilor sunt români (87,37%), cu minorități de ucraineni (2,7%) și romi (2,27%), iar pentru 7,42% nu se cunoaște apartenența etnică. Din punct de vedere confesional, majoritatea locuitorilor sunt ortodocși (82,55%), cu o minoritate de penticostali (8,34%), iar pentru 7,52% nu se cunoaște apartenența confesională.

## Politică și administrație
Comuna Mihăileni este administrată de un primar și un consiliu local compus din 11 consilieri. Primarul, Ioan-Laurențiu Barbacariu[*], de la Partidul Social Democrat, este în funcție din 2008. Începând cu alegerile locale din 2024, consiliul local are următoarea componență pe partide politice:
|  | Partid                          | Consilieri | Componența Consiliului | Componența Consiliului | Componența Consiliului | Componența Consiliului | Componența Consiliului |
|  | ------------------------------- | ---------- | ---------------------- | ---------------------- | ---------------------- | ---------------------- | ---------------------- |
|  | Partidul Social Democrat        | 5          |                        |                        |                        |                        |                        |
|  | Alianța pentru Unirea Românilor | 2          |                        |                        |                        |                        |                        |
|  | Partidul Național Liberal       | 2          |                        |                        |                        |                        |                        |
|  | Alianța Dreapta Unită           | 2          |                        |                        |                        |                        |                        |

## Personalități
- Ion V. Adrian (1837 - 1875), publicist;
- Maria Cosmovici (1839 - 1909), mama lui George Enescu[8]
- Ion Păun-Pincio (1868 - 1894), scriitor;
- Leo Goldhammer (1884 - 1949), jurist;
- Nicolae Bîlbă (n. 1939), profesor universitar, chimist;
- Octav Cozmâncă (n. 1947), politician, senator.